# 重慶北路 (臺北市)
重慶北路是台灣台北市重要道路之一，共有四段，北於士林區社子銜接中正路，南接重慶南路一段。重慶北路承接自國道一號（中山高速公路）台北交流道進出台北市之車流，故肩負台北市門戶之重要性。

## 分段
重慶北路共分四段。
- 一段：北於南京西路與重慶北路二段相接，南與忠孝西路與重慶南路一段相接。
- 二段：北於民權西路與重慶北路三段相接，南於南京西路與重慶北路一段相接。
- 三段：北於敦煌路與重慶北路四段相接，南於民權西路與重慶北路二段相接，屬省道台2乙線。
- 四段：北於中正路相接（百齡橋），南於敦煌路與重慶北路三段相接，屬省道台2乙線。

## 沿線重要設施
(由南到北)
- 一段
  - 站前地下街Z5、Z7、Z9出口
  - 臺北行旅廣場
  - 台北地下街Y17、Y19出口
  - 台北雙子星（8號）
  - 桃園捷運系統機場線台北車站（8號）
  - 台北後站商圈
  - 建成圓環
  - 台北市公共自行車租賃系統建成圓環站
  - 全國林姓宗廟（73號10樓）

- 二段
  - 朝陽茶葉公園(68號)
  - 朝陽茶葉公園地下停車場(68號)
  - 歸綏戲曲公園(120號)
  - 家樂福重慶店（171號）
  - 大稻埕大樓（172號）
  - 林華泰茶行（臺北市歷史建築，193號）
  - 臺北市政府警察局刑事警察大隊辦公大樓（219號）
  - 臺北市政府消防局大同分隊（223號）
  - 太平國小（正門在延平北路二段）
  - 捷運大橋頭站3號出口
  - 台北市公共自行車租賃系統捷運大橋頭站2號出口

- 三段
  - 民權國中(1號)
  - 大橋國小(2號)
  - 台北市政府警察局大同分局民族路派出所(168號)
  - 台北市立圖書館大同分館(318號)
  - 台北市立啟聰學校(320號)
  - 台北市立啟聰學校地下停車場(延平北路205號)
  - 台北市政府警察局大同分局重慶北路派出所(320-2號)
  - 大龍市場(347號)

- 四段
  - 國道一號（中山高速公路）台北交流道
  - 臺灣士林地方法院士林簡易庭(2號)
  - 百齡橋

## 外部連結
- 维基共享资源上的相關多媒體資源：重慶北路